# Evangelische Kirche Fischelbach

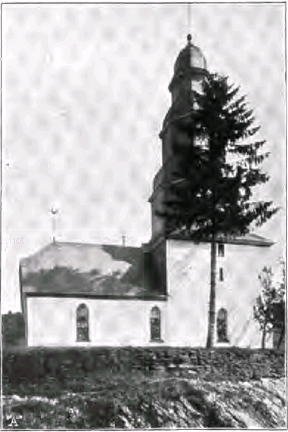
Südostansicht der Kirche zu Fischelbach, Fotografie von Albert Ludorff (1903)

Die evangelische Kirche Fischelbach ist ein denkmalgeschütztes Kirchengebäude in Fischelbach, einem Ortsteil von Bad Laasphe im Kreis Siegen-Wittgenstein (Nordrhein-Westfalen).

## Geschichte
Die Kirche in Fischelbach wurde erstmals 1309 erwähnt. 1959/60 wurde die Kirche renoviert und erweitert. Während der Turm dabei unverändert blieb, wurde das Kirchenschiff um etwa sieben Meter verbreitert. Der Turm der Kirche wurde am 20. Januar 1987 in die Denkmalliste der Stadt Bad Laasphe eingetragen.

## Orgel
Im Jahr 1859 wurde die erste Orgel in der Kirche errichtet, der Vertrag wurde mit dem aus Wetzlar stammenden Orgelbauer Friedrich Weller geschlossen. Diese Orgel mit Schleifladen und mechanischen Trakturen ausgestattete Orgel verfügte über 9 Register auf einem Manual und Pedal. Der Orgelgehäuse bis heute erhalten geblieben. In diesem wurde 1904/05 eine Orgel mit sieben Registern auf zwei Manualen und Pedal eingebaut, welche von Albin Hickmann aus Dachwig gebaut wurde. Die heutige Orgel stammt aus dem Jahr 1961 und wurde von Hans Dentler aus Siegen geschaffen.
Nachfolgend die Disposition:
| I. Manual C–g3 |       |
| Rohrflöte      | 8′    |
| Praestant      | 4′    |
| Mixtur 4f.     | 1 ⁄3′ |

| II. Manual C–g3 |    |
| Gedackt         | 8′ |
| Quintade        | 4′ |
| Oktav           | 2′ |
|                 |    |

| Pedal C–f1 |     |
| Subbaß     | 16′ |

- Koppeln: II/I, I/P, II/P